# Andrei Grecin
Andrei Grecin (n. 21 octombrie 1987, Barnaul, RSFS Rusă, URSS) este un înotător rus, medaliat olimpic. A participat la 3 ediții ale Jocurilor Olimpice (2008, 2012, 2016) în care a câștigat o medalie de bronz.